# 护龙祖庙
护龙祖庙，位于中国广东省肇庆市端州区东岗前村，建于清朝，同治十年（1871年）重修。整座建筑物为砖木结构，前殿四架梁，硬山顶；后殿三开间，三进深、三架梁，由四根海棠柱承力，也是硬山顶。两殿之间以重檐卷蓬顶的庙亭相连系，并附建一小型卷逐顶瓦脊，横跨后殿前檐，瓦脊之下亦采用三架梁和四柱承力，前、后段之间有矮围墙连贯。
1984年11月19日被列为肇庆市文物保护单位。